# Mariano Matamoros, Tabasco
Mariano Matamoros är en ort i Mexiko.   Den ligger i kommunen Macuspana och delstaten Tabasco, i den sydöstra delen av landet, 700 km öster om huvudstaden Mexico City. Mariano Matamoros ligger 32 meter över havet och antalet invånare är 287.
Terrängen runt Mariano Matamoros är platt. Runt Mariano Matamoros är det ganska tätbefolkat, med 67 invånare per kvadratkilometer. Närmaste större samhälle är Macuspana, 13,1 km söder om Mariano Matamoros. Omgivningarna runt Mariano Matamoros är en mosaik av jordbruksmark och naturlig växtlighet.